# アメリカサンカノゴイ
アメリカサンカノゴイ (亜米利加山家五位、学名：Botaurus lentiginosus) は、ペリカン目サギ科に分類される鳥類の一種である。

## 分布
カナダ南部からアメリカで繁殖し、冬季は中央アメリカ、西インド諸島へ渡り越冬する。

## 形態
全身が黄褐色で、背中はより灰色がかっており、黒褐色の様々な形の斑が散在している。通眼線は淡い褐色で、眼の下から頸の側面に黒い帯状の斑がある。胸は黄褐色で、腹には赤褐色の縦斑がある。脚は黄緑色。
雌雄同色である。

## 生態
アシなどが茂った湿地や沼地に生息する。
魚類や両生類、甲殻類、昆虫類などを捕食する。
湿地の草原に営巣するが稀に地上に営巣することもある。雌が造巣し、その間雄は縄張りを防衛する。1腹3-6個の卵を産み、抱卵期間は24-29日である。抱卵、育雛は雌が行う。雛は6-7週間で巣立ちする。